# Tokio-Marathon 2009
| 3. Tokio-Marathon     | 3. Tokio-Marathon           |
| --------------------- | --------------------------- |
| Stadt                 | Tokio, Japan                |
| Datum                 | 22. März 2009               |
| Distanz               | 42,195 Kilometer            |
| Sieger                |                             |
| Männer                | Salim Kipsang (2:10:27 h)   |
| Frauen                | Mizuho Nasukawa (2:25:38 h) |
| ← Tokio-Marathon 2008 | Tokio-Marathon 2010 →       |
| Website               | Offizielle Website          |

Der Tokio-Marathon 2009 (jap. 東京マラソン2009, Tōkyō Marason 2009) war die 3. Ausgabe der jährlich stattfindenden Laufveranstaltung in Tokio, Japan. Der Marathon fand am 22. März 2009 statt.
Bei den Männern gewann Salim Kipsang in 2:10:27 h, bei den Frauen Mizuho Nasukawa in 2:25:38 h.

## Ergebnisse

### Männer
| Platz | Athlet            | Land      | Zeit (h) |
| ----- | ----------------- | --------- | -------- |
| 01    | Salim Kipsang     | Kenia     | 2:10:27  |
| 02    | Kazuhiro Maeda    | Japan     | 2:11:01  |
| 03    | Kensuke Takahashi | Japan     | 2:11:25  |
| 04    | Sammy Korir       | Kenia     | 2:11:57  |
| 05    | Kenta Oshima      | Japan     | 2:12:54  |
| 06    | Tomoyuki Satō     | Japan     | 2:13:12  |
| 07    | Dmytro Baranovsky | Ukraine   | 2:13:27  |
| 08    | Asnake Fekadu     | Äthiopien | 2:13:40  |
| 09    | Kentarō Nakamoto  | Japan     | 2:13:53  |
| 10    | Atsushi Fujita    | Japan     | 2:14:00  |

### Frauen
| Platz | Athletin             | Land      | Zeit (h) |
| ----- | -------------------- | --------- | -------- |
| 01    | Mizuho Nasukawa      | Japan     | 2:25:38  |
| 02    | Yukari Sahaku        | Japan     | 2:28:55  |
| 03    | Reiko Tosa           | Japan     | 2:29:19  |
| 04    | Alewtina Biktimirowa | Russland  | 2:29:33  |
| 05    | Shitaye Gemechu      | Äthiopien | 2:29:59  |
| 06    | Kiyoko Shimahara     | Japan     | 2:31:57  |
| 07    | Hiromi Ōminami       | Japan     | 2:32:11  |
| 08    | Luminița Talpoș      | Rumänien  | 2:32:22  |
| 09    | Pamela Chepchumba    | Kenia     | 2:32:40  |
| 10    | Harumi Hiroyama      | Japan     | 2:35:39  |